# Гржимек, Бернард
Бернхард (Бернард, Бернгард) Клеменс Мария Гржимек (нем. Bernhard Klemens Maria Grzimek; 24 апреля 1909 года, Нейсе, Верхняя Силезия, Германская империя — 13 марта 1987 года, Франкфурт-на-Майне, ФРГ) — западногерманский зоолог и путешественник, писатель-натуралист, директор Франкфуртского зоопарка.
Известен тем, что посвятил большую часть жизни изучению и сбережению фауны Африки и, в частности, национального парка Серенгети (Танзания).

## Биография
Родился 24 апреля 1909 года в семье адвоката Пауля Франца Константина Гржимека, где был младшим из 5 детей.
В 1928 году начал изучать ветеринарную медицину, сперва в Лейпциге, потом в Берлине. В 1933 году получил диплом доктора ветеринарной медицины.
В 1933—1938 годах Гржимек работал экспертом сначала в министерстве экономики Пруссии, потом в Reichsnährstand («Имперское земельное сословие» — официальная организация крестьянства в нацистской Германии). С 1938 года, из-за роспуска всех подобных организаций в Германии, Гржимек стал работать чиновником в министерстве питания и сельского хозяйства, где занимался эпидемиологией домашнего скота и птицы. Кроме своей работы, он занимался этологическими исследованиями, особенно человекообразных и волков.
Во время войны Гржимек служил ветеринаром в вермахте, в свободное время занимаясь наблюдениями за животными, например, изучал проблемы цветного зрения и ориентировки военных лошадей, также занимался слонами. После обыска, проведённого гестапо в берлинской квартире Гржимека (по подозрению в оказании помощи скрывавшимся евреям), улетел из Берлина и добрался до Франкфурта-на-Майне, взятого американскими войсками.
После войны Гржимек, став директором Франкфуртского зоопарка, который лежал в руинах, сумел превратить его в один из крупнейших зоопарков Германии. Кроме того, в течение сорока лет Гржимек возглавлял Франкфуртское зоологическое общество, которое занимается программами по охране окружающей среды в Германии и за рубежом; так, продолжается по сей день работа в заповеднике Серенгети в Танзании — в своё время именно деятельность по сохранению Серенгети принесла наибольшую известность Гржимеку.
В течение нескольких лет Бернхард Гржимек вместе с сыном Михаэлем изучал животный мир Серенгети, в основном посредством наблюдения за миграциями диких животных с самолёта и проведения при этом подсчётов их численности. Во время одного из полётов в 1959 году 24-летний Гржимек-младший разбился при столкновении самолёта с грифом. Об этой работе Б. Гржимек снял документальный фильм и написал книгу «Серенгети не должен умереть!»; они имели большой успех и послужили одной из причин создания национального парка и заповедника Серенгети.
Документальные фильмы Гржимека были отмечены берлинским «Золотым медведем» и «Оскаром».
Гржимек был главным редактором и автором многих статей фундаментальной энциклопедии фауны «Grzimeks Tierleben», опубликованной в 1967—1975 годах и ставшей классической. Вместе с Конрадом Лоренцем редактировал крупнейший немецкоязычный популярный журнал о животных «Das Tier», а также был ведущим популярных телевизионных программ..

### Смерть
Гржимек умер во Франкфурте-на-Майне в 1987 году, когда смотрел цирковое представление с группой детей. Позже его прах был перенесён в Танзанию и захоронен рядом с останками сына Михаэля в могиле на краю кратера Нгоронгоро, хотя в своё время Бернард мечтал, чтобы после смерти его тело было оставлено на африканских равнинах на съедение падальщикам.

## Семья
Бернард Гржимек женился на Хильдегарде Прюфер 17 мая 1930 года и имел трёх сыновей: Рохуса, Михаэля и приёмного сына Томаса.
В 1973 году Б. Гржимек развёлся с первой женой, а в 1978 году женился на Эрике Гржимек — вдове своего сына Михаэля — и усыновил их детей Стефана Михаэля (род. в 1956) и Кристиана Бернхарда (род. в 1959 — после смерти Михаэля).

### Издания на русском языке
Указаны преимущественно прижизненные издания. В дальнейшем многие работы неоднократно переиздавались, а также включались в различные тематические сборники. Бессменным переводчиком почти всех книг Б. Гржимека с немецкого на русский язык была Евгения Александровна Гаевская (1922—1987) — журналистка и редактор, много лет дружившая с автором. Научным консультантом большинства русских переводов был также близкий друг Гржимека — зоолог, профессор Андрей Григорьевич Банников (1915—1985). Благодаря этим людям книги Гржимека регулярно выходили на русском языке в Советском Союзе. К 1991 году их суммарный тираж заметно превысил один миллион экземпляров.
- Гржимек Б. Они принадлежат всем: Борьба за животный мир Африки. — М.: Мысль, 1965. — 120, [48] с. — (Рассказы о природе). — 50 000 экз.
- Гржимек Б., Гржимек М. Серенгети не должен умереть. — М.: Мысль, 1968. — 240 с. — (Рассказы о природе). — 60 000 экз.
- Гржимек Б. Австралийские этюды: О животных и людях Пятого континента. — М.: Мысль, 1971. — 200 с. — (Рассказы о природе). — 100 000 экз.
- Гржимек Б. Среди животных Африки. — М.: Мысль, 1973. — 336 с. — 99 000 экз.
- Гржимек Б., Гржимек М. Серенгети не должен умереть; Лот А. В поисках фресок Тассили / Бернгард Гржимек, Михаэль Гржимек, Анри Лот. — М.: Мысль, 1976. — 440 с. — (XX век: Путешествия. Открытия. Исследования). — 150 000 экз.
- Гржимек Б. Австралийские этюды: О животных и людях Пятого континента. — 2-е изд. — М.: Мысль, 1978. — 200 с. — 90 000 экз.
- Гржимек Б. Для диких животных места нет. — М.: Мысль, 1978. — 272 с. — 150 000 экз.
- Бернгард Гржимек. Как ловить окапи // журнал «Охота и охотничье хозяйство», № 6, 1978. стр.40-41
- Гржимек Б. Мы жили среди бауле = Wir lebten mit den Baule / Пер. с нем. Е. А. Гаевской; Предисл., научн. ред. и коммент. А. Г. Банникова и А. М. Пегушева. — М.: Мысль, 1979. — 192, [32] с.
- Гржимек Б. Наши братья меньшие = Unsere Bruder mit den Krallen / Пер. с нем. с сокр. — М.: Мысль, 1981. — 200, [32] с. — 100 000 экз.
- Гржимек Б. Дикое животное и человек = Wildes Tier. Weisser Mann. — М.: Мысль, 1982. — 216 с. — 100 000 экз.
- Гржимек Б. От кобры до медведя гризли. — М.: Мысль, 1984. — 224 с. — 150 000 экз.
- Б. Гржимек. Большой спор вокруг медведей гризли // журнал «Охота и охотничье хозяйство», № 5, 1984. стp.42-43
- Б. Гржимек. Белоголовый орлан, или как американцы распорядились своим гербовым животным // журнал «Охота и охотничье хозяйство», № 11, 1984. стp.40-42
- Гржимек Б. Животные рядом с нами. — М.: Прогресс, 1984. — 256 с. — 200 000 экз.
- Б. Гржимек. Мертвые слоны стоят как вкопанные // журнал «Охота и охотничье хозяйство», № 4, 1986. стp.26-27
- Гржимек Б., Гржимек М. Серенгети не должен умереть; Гржимек Б. Не щадя сил. — М.: Мысль, 1986. — 320 с. — 100 000 экз.
- Гржимек Б. Мы вовсе не такие. — М.: Прогресс, 1987. — 370 с. — 50 000 экз.
- Гржимек Б. Животные — жизнь моя: 50 лет: события и исследования / Пер. с нем. Е. А. Гаевской; Науч. консультант и авт. предисл. Н. Н. Дроздов; Худож. А. А. Брантман. — М.: Мысль, 1993. — 400, [64] с. — 50 000 экз. — ISBN 5-244-00646-0.

Редактор
- Экологические очерки о природе и человеке = Enzyklopadie des tierreiches / Под ред. Б. Гржимека; Сокр. пер. с нем. Н. Б. Здорик, М. К. Федоренко, Н. В. Хмелевской; Послесл. Н. Ф. Реймерса; Науч. конс.: М. Я. Лемешев, И. И. Крупник; Рец.: А. Г. Воронов, В. С. Залетаев. — М.: Прогресс, 1988. — 640, [88] с. — 65 000 экз. — ISBN 5-01-001683-4.